# Luis Sendín
Luis [Ramón o Eduardo] Sendín López (Lugo, 1909 - Madrid, 2 de octubre de 1942) fue un activo sindicalista de la Unión General de Trabajadores de España (UGT), miembro primero de las Juventudes Socialistas Unificadas (JSU) y del Partido Comunista (PCE) después, ejecutado víctima de la represión por la dictadura franquista.

## Biografía
Sindicalista desde 1929 y miembro de las JSU, empezó joven a colaborar con Mundo Obrero. Durante la Guerra Civil llegó a formar parte de la dirección de las JSU y fue comisario político de la División de Ingenios Blindados. Cuando las tropas sublevadas partieron en dos la zona republicana hacia el final de la guerra (Cataluña al norte y parte de la Comunidad Valenciana, Castilla-La Mancha y Murcia al sur), se encontraba en la provincia de Alicante, donde conoció a Ángel Garvín, pero fue detenido e internado en el campo de concentración de Albatera, mientras Garvín conseguía esconderse. 
Escapó del campo de Albatera a los pocos días y consiguió salir hacia el interior de la provincia de Valencia donde permaneció oculto en las montañas. En 1941 Sendín regresó a Valencia y comenzó a trabajar en el mercado. Allí trabó amistad y contacto con Heriberto Quiñones, dirigente en el interior del Partido Comunista de España. Luego viajó con él en el verano de 1941 a Madrid, ya dentro de la estructura orgánica de la dirección del PCE. Fue detenido al poco de llegar, siendo el primero de los detenidos de una operación de la Brigada Político-Social contra la dirección comunista. A pesar de todas las prevenciones, Heriberto Quiñones se hizo cargo de la organización del PCE en Madrid y fue detenido meses más tarde, junto a Ángel Garvín, en la calle de Alcalá. Un cuarto y último miembro de la estructura del PCE, Federico Frutos de San Antonio, escapó solo por unos días. Sendín, Quiñones y Garvín fueron condenados a muerte en septiembre de 1942 y fusilados juntos en las tapias del cementerio del Este.